# KB Piwdenne

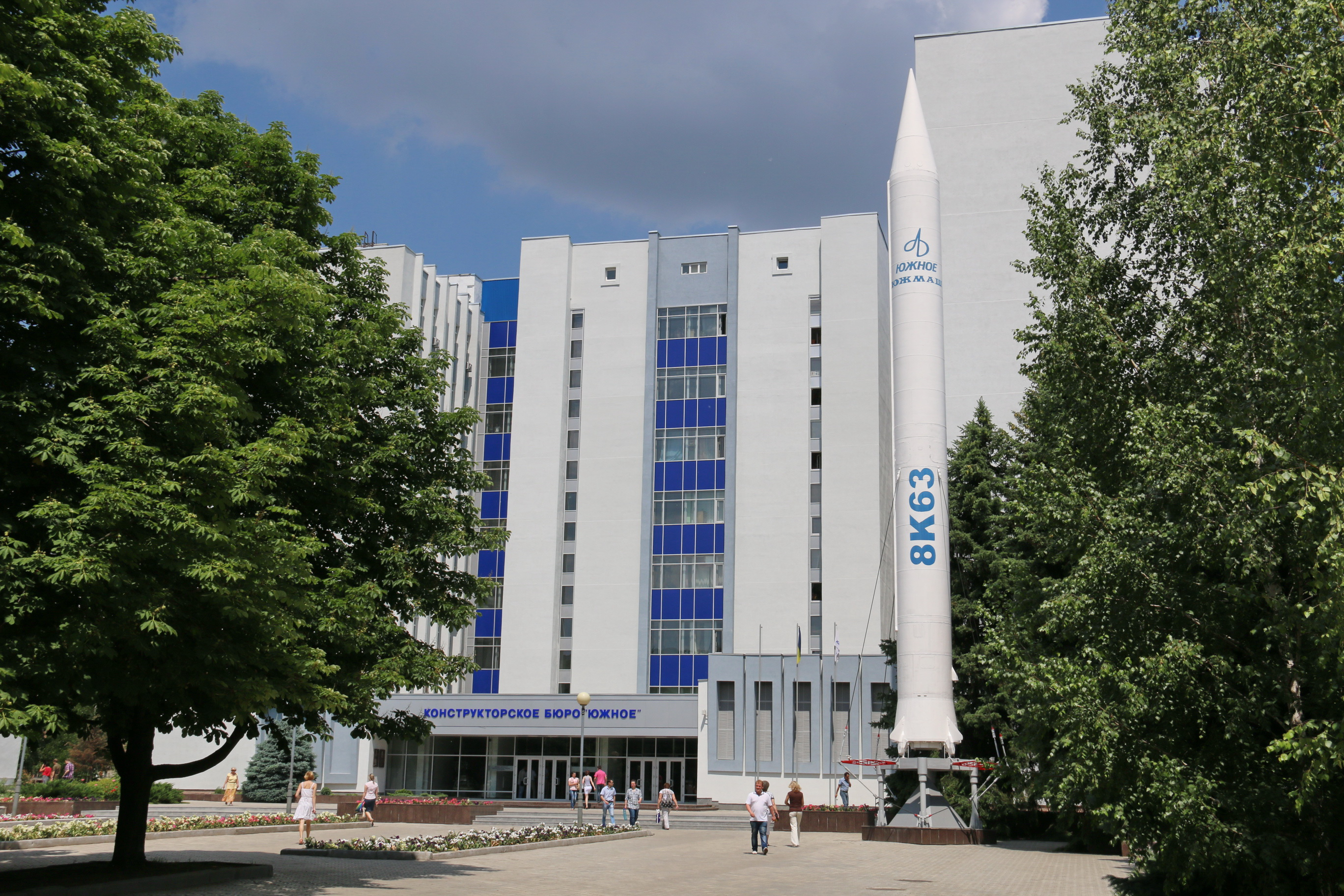
KB Piwdenne

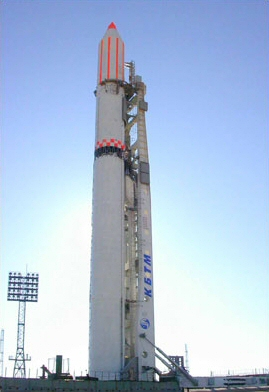
Rakieta Zenit-2 skonstruowana w KB Piwdenne

Biuro Konstrukcyjne Piwdenne, imienia Michaiła Jangiela (OKB-586) (ukr. Державне підприємство "Конструкторське бюро «Південне» ім. М. К. Янгеля) – ukraińskie przedsiębiorstwo przemysłu kosmicznego położone w Dnieprze, specjalizuje się w projektowaniu i wdrażaniu do produkcji rakiet nośnych i balistycznych oraz statków kosmicznych. W Rosji nazywane Biuro Konstrukcyjne Jużnoje (ros. Государственное предприятие «Конструкторское бюро „Южное“ им. М. К. Янгеля)

## Historia[2]
- W 1951 roku w Dniepropietrowsku w niedokończonych zakładach motoryzacyjnych rozpoczęto seryjną produkcję rakiet balistycznych R-1, R-2 i R-5. Przedsiębiorstwo to w późniejszym czasie przekształciło się w zakłady Piwdenmasz.
- W 1954 roku dział projektowo-konstrukcyjny zakładów Piwdenmasz został wydzielony i przekształcony w niezależne biuro konstrukcyjne, któremu nadano nazwę OKB-586. Pierwszym dyrektorem i naczelnym konstruktorem biura był Michaił Jangiel. Po jego śmierci biuro konstrukcyjne zostało nazwane jego imieniem.
- W biurze konstrukcyjnym Piwdenne skonstruowano wiele typów rakiet balistycznych i nośnych do użytku zarówno cywilnego jak i wojskowego. Ich produkcją zajmowały się i wciąż zajmują zakłady Piwdenmasz.

## Konstrukcje Biura
Rakiety:
- R-12
- R-14
- Kosmos-1
- R-16
- RT-23UTTH
- R-36M
- UR-100NUTTH
- Zenit-2
- Dniepr

Statki kosmiczne:
- Dniepropietrowski Sputnik
- EgyptSat-1